# Корсаковское сельское поселение (Бурятия)
Се́льское поселе́ние «Корсаковское» (бур. Корсаковын Һомон) — муниципальное образование в Кабанском районе Бурятии Российской Федерации.
Административный центр — село Корсаково.

## История
Статус и границы сельского поселения установлены Законом Республики Бурятия от 31 декабря 2004 года № 985-III «Об установлении границ, образовании и наделении статусом муниципальных образований в Республике Бурятия»

## Население
| 2002 | 2011 | 2012 | 2013 | 2014 | 2015 | 2016 |
| ---- | ---- | ---- | ---- | ---- | ---- | ---- |
| 660  | ↘632 | ↘621 | ↘612 | ↘608 | ↘581 | ↗585 |
| 2017 | 2018 | 2019 | 2020 | 2021 | 2023 | 2024 |
| ↘581 | ↘569 | ↘558 | ↘552 | ↘527 | ↘522 | ↗526 |

## Состав сельского поселения
| № | Населённый пункт | Тип населённого пункта       | Население |
| - | ---------------- | ---------------------------- | --------- |
| 1 | Корсаково        | село, административный центр | ↗526      |